# Euploea plateni
Euploea plateni är en fjärilsart som beskrevs av Otto Staudinger 1884. Euploea plateni ingår i släktet Euploea och familjen praktfjärilar. Inga underarter finns listade i Catalogue of Life.